# Надрічне (Камінь-Каширський район)
Надрі́чне — село в Україні, у Камінь-Каширській громаді Камінь-Каширського району Волинської області. Населення становить 6 осіб.

## Географія
Село розташоване на правому березі річки Стохід.

## Історія
На мапах Шуберта по даним 1875 року на місці сучасного села позначено скотний двір Замоще (Ск.Дв.Замоще). 
На мапах 1897 року поселення позначене під назвою Боровенські Заходи (рус. Боровенскіе заходы). 
Відповідна назва (пол. Borowienskie Zachody), або певна її видозміна (Borowieckie Zachody, Borowenskie), присутні на польских та німецьких мапах 1915-1942 років. 
Серед інших назв, в тому числі місцевих, згадується назва села як Заріка, у розумінні, що це місце розташоване за рікою від села Боровне.
Входило до складу утвореного у 1940 році Камінь-Каширського району, Волинської області, УРСР.
В період німецької окупації 1941-1944 років, за переказами місцевих мешканців, війська нацистської Німеччини застрягли в місцевих болотах і не заходили в село.
На пізніших мапах, зокрема 1978 року, село позначено вже під назвою Надрічне (рус. Надречное).
Після адміністративної реформи України 2019 року село Надрічне увійшло до складу Боровненського старостинського округу, Камінь-Каширської міської громади, Камінь-Каширського району, Волинської області.

## Населення
Згідно з переписом УРСР 1989 року чисельність наявного населення села становила 54 особи, з яких 26 чоловіків та 28 жінок.
За переписом населення України 2001 року в селі мешкала 21 особа. 100 % населення вказало своєю рідною мовою українську мову.
Станом на 2022 рік в селі постійно мешкало 6 осіб.